# UFC 249
UFC 249: Ferguson vs. Gaethje fue un evento de artes marciales mixtas producido por Ultimate Fighting Championship que se llevó a cabo el 9 de mayo de 2020 en la VyStar Veterans Memorial Arena en Jacksonville, Florida. Originalmente estaba planeado para llevarse a cabo el 18 de abril en el Barclays Center en Brooklyn, Nueva York, pero debido a la pandemia por COVID-19 fue pospuesto.

## Historia
Un combate por el Campeonato de Peso Ligero de UFC entre el actual campeón, Khabib Nurmagomedov y el excampeón interino Tony Ferguson fue programado para encabezar el evento. Ambos habían sido programados para enfrentarse anteriormente en cuatro oportunidades (The Ultimate Fighter: Team McGregor vs. Team Faber, UFC on Fox: Teixeira vs. Evans, UFC 209 y en UFC 223) pero en todas el combate fue cancelado por diversas razones. El combate fue cancelado por quinta vez, debido a inconvenientes por la pandemia de COVID-19. El 6 de abril UFC anunció que Justin Gaethje reemplazaría a Nurmagomedov y que un campeonato interino sería disputado entre él y Ferguson.

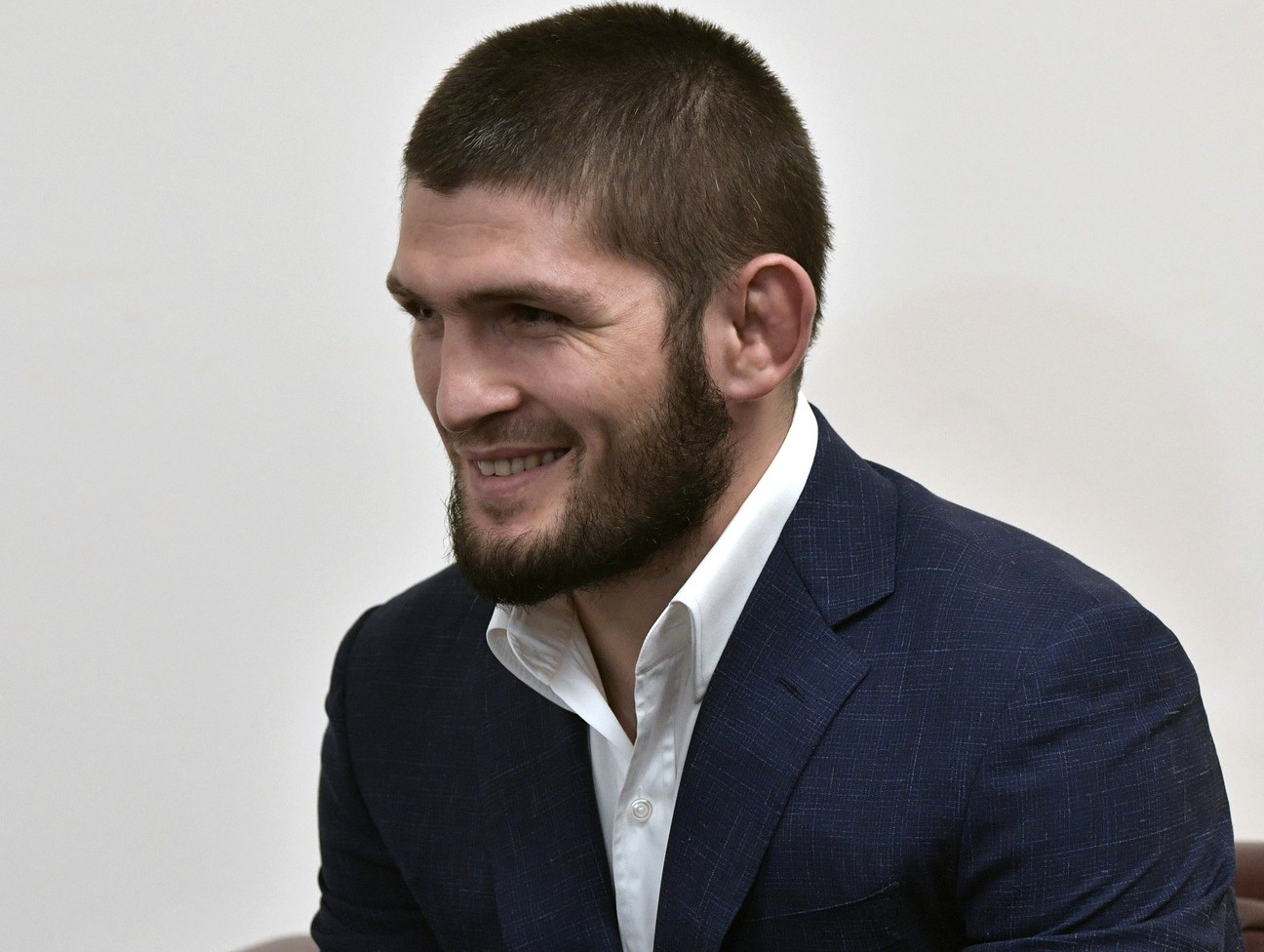
Originalmente, se esperaba que Khabib Nurmagomedov realizara su tercera defensa del Campeonato de Peso Ligero de UFC en el evento, pero tuvo que retirarse por problemas en su vuelo debido a la pandemia.

Jeremy Stephens enfrentaría Calvin Kattar en UFC 248. Sin embargo, Stephens fue retirado de la cartelera a mitad de enero por una lesión y el combate fue reprogramado para este evento.
Una pelea de peso pesado entre Shamil Abdurakhimov y Ciryl Gane fue programada para este evento. Sin embargo, se anunció el 5 de marzo que Gane tenía que abandonar la pelea luego de contraer una neumotórax mientras entrenaba, la pelea fue cancelada.
El excampeón de Peso Wélter de Bellator Lyman Good estaba programado para enfrentar a Belal Muhammad en el evento. Se esperaba que se enfrentaran anteriormente en noviembre de 2016 en UFC 205, pero Good fue retirado del evento luego de que se abrierá una investigación por un posible test positivo en una prueba antidojape. Good abandonó la pela el 4 de abril por una lesión y la pelea fue cancelada. El 20 de abril, se anunció que Good dio positivo en la prueba de COVID-19, siendo así el primer peleador contagiado.
Una revancha de peso paja femenino entre las excampeonas Jéssica Andrade y Rose Namajunas fue programada para ser el evento coestelar. Se enfrentaron anteriormente en mayo de 2019 en UFC 237, donde Andrade ganó por TKO en la segunda ronda para convertirse en campeona. Sin embargo, Namajunas se retiró de la pelea el 8 de abril por razones personales. La pelea fue cancelada.
En los pesajes, Stephens pesó 150.5 lbs, 4.5 libras por encima de límite de la división de peso pluma (146 lbs). Será multado con un porcentaje desconocido de su pago y su pelea con Kattar se llevó a cabo en un peso acordado. Adicionalmente, la pelea de peso mediano entre el Excampeón de Peso Mediano de Strikeforce Ronaldo Souza y Uriah Hall fue cancelada después de que Souza y dos integrantes de su equipo dieran positivos por COVID-19.

## Resultados
1. ↑  Por el Campeonato Interino de Peso Ligero de UFC.
2. ↑  Por el Campeonato de Peso Gallo de UFC.

## Bonificaciones
Los siguientes peleadores recibieron $50,000 en bonos:
- Pelea de la Noche: Justin Gaethje vs. Tony Ferguson
- Actuación de la Noche: Justin Gaethje y Francis Ngannou

## Sucesos
Durante la transmisión del evento, se anunció que el excampeón de peso wélter y peso mediano, Georges St-Pierre, será inducido al salón de la fama de UFC.
Henry Cejudo anunció su retiro después de ganar su combate por nocaut técnico.